# Callicrania
Callicrania is een geslacht van rechtvleugeligen uit de familie van de sabelsprinkhanen (Tettigoniidae). De wetenschappelijke naam van dit geslacht is voor het eerst voorgesteld door Ignacio Bolívar in een publicatie uit 1898.
De soorten in dit geslacht komen in Spanje voor.

## Soorten
Het geslacht Callicrania omvat de volgende soorten:

### OndergeslachtCallicrania
- Callicrania belarrensis Barat, 2007
- Callicrania denticulata Barat, 2007
- Callicrania plaxicauda Barat, 2007
- Callicrania ramburii (Bolívar, 1878)

### OndergeslachtMucrocallicrania
- Callicrania demandae (Schroeter & Pfau, 1987)
- Callicrania faberi (Harz, 1975)
- Callicrania vicentae Barat, 2007